# Tanque BT
 Os tanques BT (em russo:  Быстроходный танк (БТ), translit. Bistrokhodni tank, trad. "tanque de movimento rápido" ou "tanque de alta velocidade") foram uma série de tanques leves soviéticos, produzidos em grande número entre 1932 e 1941. Eles eram levemente blindados, mas razoavelmente bem armados para o seu tempo, e tinham a melhor mobilidade de todos os tanques contemporâneos.
Os tanques BT eram conhecidos pelo apelido Betka, em referência às suas iniciais em russo, ou pelo diminuto ddeste, Betushka. Eles foram produzidos em uma série de modelos, culminando no BT-7. Este, por fim foi sucedido pelo famoso tanque médio T-34, introduzido em 1940, que substituiu todos os tanques rápidos, médios e de infantaria do Exército Vermelho.

## Projeto
Os tanques BT eram "tanques conversíveis".  Este foi um recurso desenhado por J. Walter Christie para reduzir o desgaste dos rastros dos tanques não confiáveis da década de 1930.  Em cerca de trinta minutos, a tripulação podia remover os trilhos e engatar uma corrente para a roda de estrada mais recuada em cada lado, permitindo que o tanque viajasse em alta velocidade nas estradas .  No modo de rodas, o tanque era dirigido girando as rodas da frente.  As forças soviéticas de tanques logo descobriram a opção conversível de pouco uso prático; em um país com poucas estradas pavimentadas, consumia espaço e acrescentava complexidade e peso desnecessários.  O recurso foi retirado de desenhos soviéticos posteriores.
Walter Christie, um mecânico de carros de corrida de Nova Jersey, não conseguiu convencer o departamento de compras do Exército dos EUA a adotar seu projeto de tanque Christie. Em 1930, agentes soviéticos da Amtorg, uma organização comercial, usaram seus contatos políticos em Nova York para persuadir funcionários militares e civis dos EUA a venderem os planos e especificações do tanque de Christie à União Soviética. Pelo menos dois dos tanques M1931 da Christie, sem torres, foram comprados e enviados à União Soviética.  Ambos os tanques foram entregues na Kharkov Komintern Locomotive Plant (KhPZ). Os tanques Christie foram designados Tanques rápidos (Bistrokhodni tank, em russo:  Быстроходный танк) pelos soviéticos, e abreviados para BT (mais tarde referido como BT-1). Com base neles e em outros planos obtidos anteriormente, três protótipos de BT-2 desarmados foram concluídos em outubro de 1931, e a produção em massa começou em 1932. A maioria dos BT-2 foram equipados com um  arma de 37 mm e uma metralhadora, mas uma escassez de canhões de 37 mm levou a alguns exemplos iniciais equipados com três metralhadoras.
O design da armadura inclinada do casco dianteiro do protótipo Christie M1931 foi mantido em projetos posteriores de casco de tanque soviético, posteriormente adotado também para blindagem lateral.  Os modelos BT-5 e posteriores foram equipados com uma arma de 45 mm.

## Variantes
Variantes da União Soviética:
- BT-1: protótipo Christie sem torre.
- BT-2 (1932): motor M-5-400 (cópia do motor Liberty L-12); três versões de torre foram produzidas: com uma arma de 37 mm; uma arma de 37 mm e uma metralhadora DT; duas estações para metralhadoras DP e uma única metralhadora.
- BT-3: o mesmo que o BT-2, produzido de acordo com o sistema métrico (em vez do sistema Imperial usado para o BT-2).  Na documentação oficial referido como BT-2.
- BT-4: foi um projeto com casco soldado e pequenas alterações na suspensão. 3 protótipos produzidos (com casco parcialmente rebitado).
- BT-5: torre cilíndrica maior, arma 45mm 20-K, metralhadora coaxial DT. 
  - BT-5 Modelo 1933: nova torre com escotilhas duplas.
  - BT-5PKh: variante anfíbia (somente protótipos).
  - BT-5A: versão de suporte de artilharia com obus de 76,2 mm (poucos fabricados).
  - RBT-5: versão de artilharia com lançador de foguetes, equipado com dois torpedos de tanque de 420 mm (somente protótipos).
  - Tanque de lança-chamas BT-5: (somente protótipos).
  - BT-5-IS: modelo experimental com blindagem frontal fortemente inclinada, serviu como teste para esse tipo de blindagem, juntamente com o tanque experimental BT-SW-2.
  - PT-1A: variante anfíbia com casco novo (poucos fabricados).
  - TT-BT-5: teletanque controle remoto por rádio.
- BT-7 Modelo 1935: casco soldado, frente do casco redesenhada, novo motor Mikulin M-17 T (cópia licenciada de um motor BMW), silenciador fechado. 
  - BT-7 Model 1937: nova torre com armadura inclinada.
  - BT-7TU: versão de comando, com antena chicote.
  - BT-7A: versão de suporte de artilharia com um obus de 76.2 mm, uma metralhadora DT 7,62 milímetros na parte traseira da torre. 155 foram feitos.
  - OP-7: versão de lança-chamas, com cestos de combustível externos (somente protótipo).
  - TT-BT-7: teletanque, tanque de controle remoto por rádio.
  - BT-SV-2 Cherepakha ("tartaruga"): outro protótipo, com blindagem extrema.
- BT-7 M[4] (1938, protótipos designados A-8; por vezes referido como BT-8): novo motor diesel V-2 substituindo motores a gasolina anteriores, três metralhadoras DT: coaxial, em montagem P-40 AA no telhado, e na parte traseira da torre.
- A-20 (também conhecido como BT-20): protótipo para um novo tanque BT, com blindagem extremamente inclinada de 20 mm inspirada no protótipo BT-SV-2, arma 20-K de 45 mm, motor V-2 diesel.  O único protótipo construído participou da Batalha de Moscou, em 1941. Quando os alemães se aproximavam da capital a situação tornou-se desesperadora e os soviéticos puseram em serviço tudo o que era digno de batalha. O protótipo A-20, que na época estava no campo de testes do exército em Kubinka, foi imediatamente colocado em operação juntamente com outros protótipos de tanques presentes ali, que foram organizados em uma companhia separada.  Mais tarde, o tanque foi incluído na 22ª Brigada de Tanques, juntamente com seus antecessores e sucessores, os tanques BT-7 e T-34. Em 1.º de dezembro de 1941, durante os combates, o tanque foi seriamente danificado e enviado para a retaguarda para reparos. Três dias depois voltou a entrar em serviço com a 22ª Brigada de Tanques, até meados de dezembro, quando o tanque foi novamente danificado e evacuado para a retaguarda.  Após esses eventos, seu destino é desconhecido.
- A-32 ( A-20G ): inicialmente conhecido como A-20G e depois renomeado para A-32, era o competidor do A-20. O sistema de rodas e trilhos foi removido pela primeira vez da série de tanques BT, tornando o projeto e a produção do tanque mais fácil, mais confiável e, especialmente, mais leve. A armadura foi aumentada para 30mm, o casco foi aumentado, uma quinta roda foi adicionada para melhor distribuição da pressão no solo, e a arma 20K de 45 mm foi substituída por uma L-10 de 76,2 mm.[5][6][7][8] Assim, seu peso aumentou apenas 1 tonelada (de 18 a 19 toneladas, respectivamente para o A-20 e A-32). Testes em 1939 mostraram que a blindagem do tanque poderia ser aumentada para 45mm.  Um segundo protótipo foi criado, desta vez equipado com a torre e o armamento de 45 mm do A-20, e com pesos adicionais colocados em suportes especiais soldados no casco e na torre, para simular a massa do tanque blindado. Após testes satisfatórios, outras solicitações foram feitas, por exemplo, melhorar a visibilidade de dentro do tanque e incorporar a nova arma F-32 (no fim as armas L-11 e F-34 foram adotadas em protótipos e modelos de produção), que enfim levar ao protótipo A-34, que depois foi produzido em série como o famoso tanque T-34.

Variantes estrangeiras:
- BT-42 : Arma de assalto finlandesa; BT-7 capturados dos russos foram equipados com obuseiros britânicos QF de 4,5 polegadas. A arma DT coaxial foi removida e a torre foi redesenhada para acomodar a nova arma.  Apenas 18 foram feitos.
- BT-43 : Transportador de pessoal blindado finlandês; BT-7 capturados dos russos e equipados com acomodação para transporte de tropa.

## Especificações
|                            | BT-2                              | BT-5                             | BT-7                             | BT-7A                 | BT-7M (BT-8)        |
| número construído          | 620                               | 2.108 ou 5000                    | 4,965 ou 2000                    | 154                   | 790                 |
| tripulação                 | 3                                 | 3                                | 3                                | 3                     | 3                   |
| peso                       | 10,2 t                            | 11,5 t                           | 14 t                             | 14,5 t                | 14,7 t              |
| comprimento                | 5,58 m                            | 5,58 m                           | 5,66 m                           | 5,66 m                | 5,66 m              |
| largura                    | 2,23 m                            | 2,23 m                           | 2,29 m                           | 2,29 m                | 2,29 m              |
| altura                     | 2,20 m                            | 2,25 m                           | 2,42 m                           | 2,52 m                | 2,42 m              |
| blindagem                  | 6–13 mm                           | 6–13 mm                          | 6–13 mm                          | 6–13 mm               | 6–22 mm             |
| arma principal             | 37 mm, modelo 30                  | 45 mm, modelo 32                 | 45 mm, modelo 34                 | 76,2 mm, modelo 27/32 | 45 mm, modelo 32/38 |
| munição da arma principal  | 96 projéteis                      | 115 projéteis                    | 146 projéteis                    | 50 projéteis          | 146 projéteis       |
| metralhadoras              | DT                                | DT                               | DT                               | 2 × DT                | 3 × DT              |
| potência e modelo do motor | 400 hp, M-5                       | 400 hp, M-5                      | 500 hp, M-17T                    | 500 hp, M-17T         | 450 hp, V-2         |
| combustível                | 400 L, gasolina                   | 360 L, gasolina                  | 620 L, gasolina                  | 620 L, gasolina       | 620 + 170 L, diesel |
| velocidade de cruzeiro     | 100 quilômetros por hora (62 mph) | 72 quilômetros por hora (45 mph) | 86 quilômetros por hora (53 mph) | 86 km / h             | 86 km / h           |
| potência/peso              | 39 hp / t                         | 35 hp / t                        | 36 hp / t                        | 34 hp / t             | 31 hp / t           |
| alcance em estrada         | 300 km                            | 200 km                           | 250 km                           | 250 km                | 700 km              |
| alcance tático             | 100 km                            | 90 km                            | 120 km                           | 120 km                | 400 km              |

## Histórico de combate

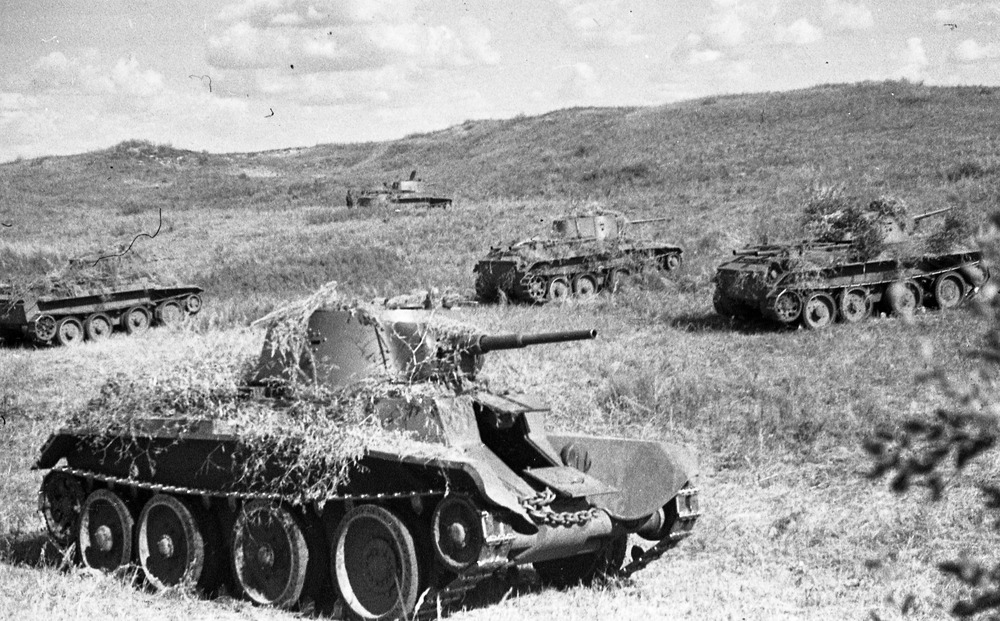
Tanques BT na Batalha de Halhin-Golie.

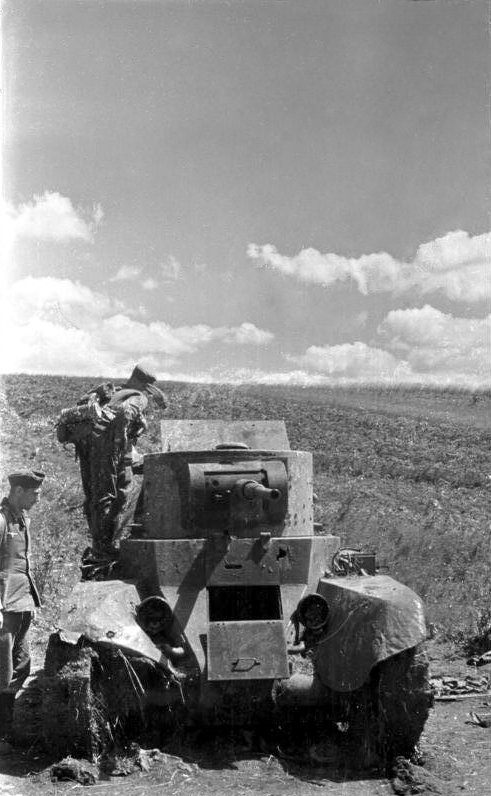
Um BT-5 soviético destruído durante a ofensiva alemã de 1941.

Os tanques BT viram serviço na Segunda Guerra Sino-Japonesa, na Guerra Civil Espanhola, na Batalha de Halhin-Golie, na Guerra de Inverno, na Invasão da Polônia e na Segunda Guerra Mundial.

### Guerra civil espanhola
Na Guerra Civil Espanhola, um regimento de 50 BT-5 lutou no lado republicano. Eles foram tripulados pelos membros das Brigadas Internacionais treinadas na URSS e por alguns tanquistas soviéticos. Seu primeiro combate foi em 13 de outubro de 1937 durante a ofensiva de Zaragoza, e foi desastroso: 13 tanques foram perdidos devido a más táticas. Mais tarde, 12 foram perdidos entre dezembro de 1937 e fevereiro de 1938, durante a batalha de Teruel.  Alguns BT-5 capturados também foram usados pelos nacionalistas.

### Segunda Guerra Sino-Japonesa
O Exército Nacionalista Chinês também tinha 4 BT-5, e eles lutaram contra o Exército Imperial Japonês durante a Segunda Guerra Sino-Japonesa.

### Segunda Guerra Mundial, no leste da Ásia
Durante as batalhas de Halhin-Golie (também conhecidas como o Incidente de Nomonhan) tanques BT foram facilmente atacados por tropas japoneses "de proximidade" (esquadrõesdestruidores de tanques) armadas com garrafas de gasolina, que foram usadas em vez de armas antitanque. Os tanques leves soviéticos BT-5 e BT-7, que operavam a temperaturas superiores a 38 °C nas planícies da Mongólia, pegaram fogo facilmente. O general Gueorgui Jukov notou, em seu relatório a Joseph Stalin, que os "[...] tanques BT são um pouco suscetíveis a incêndios [...]". Por outro lado, os japoneses tinham boa impressão das armas anti-tanque de 45 mm dos soviéticos, notando que "[...] assim que viram o flash de uma arma russa, perceberam um buraco em seu tanque, acrescentando que os artilheiros soviéticos eram precisos!".
Durante as últimas semanas da Segunda Guerra Mundial, um número significativo de tanques BT-7 participou da Operação Tempestade de Agosto contra a ocupação japonesa na Manchúria, em agosto de 1945.  Esta foi a última utilização em combate dos tanques BT.

### Segunda Guerra Mundial, na Europa
Tanques BT-5 e BT-7 foram usados na invasão soviética da Polônia em 1939, e em grande número nas batalhas de 1941, durante os quais milhares foram abandonados ou destruídos.  Alguns permaneceram em uso até 1942, mas mais raramente.  O Exército Vermelho planejavam substituir a série de tanques BT pelo T-34, mas apenas começaram a fazê-lo quando a invasão alemã (Operação Barbarossa) começou.

## Utilizadores
- Afeganistão
- República da China (4 BT-5)
- Finlândia  (capturados)[22]
- Hungria  (capturados)[22]
- Alemanha Nazi  (capturados)[23]
- Mongólia: 15 BT-7[24]
- União Soviética
- República espanhola
- Espanha (capturados)

## Legado técnico
O legado mais importante do tanque da BT foi o tanque médio T-34.  Em 1937, uma nova equipe de projeto foi formada na KhPZ para criar a próxima geração de tanques BT.  Inicialmente, o designer-chefe foi Mikhail Koshkin, e, após sua morte, Alexander Morozov. A equipe construiu dois protótipos.O leve foi chamado de A-20, e o mais fortemente armado e blindado, de A-32. Este, era um "tanque universal" para substituir todos os tanques de infantaria modelo T-26, tanques de cavalaria BT e tanques médios T-28.  Esse plano era controverso, mas as preocupações com o desempenho dos tanques durante a blitzkrieg alemã levaram à aprovação da produção de uma versão ainda mais blindada, o tanque médio T-34.
Ao longo do tempo, um importante desenvolvimento técnico foram os veículos de teste BT-IS e BT-SW-2, concentrando-se em armaduras inclinadas.  Esse conceito levou diretamente ao layout do T-34. O chassi do tanque BT também foi usado como base para veículos de suporte e veículos de teste de mobilidade. Uma variante tinha uma torre T-38 e era capaz de lançar uma curta ponte sobre pequenos obstáculos, e tanques produzidos em série foram equipados com aplicadores de fascina. O RBT-5 recebeu dois grandes lançadores de foguetes de artilharia, um de cada lado da torre. Vários equipamentos para pistas extremamente largas, incluindo “sapatos de neve” de madeira, foram testados em tanques BT.
O KBT-7 era um veículo de comando blindado muito moderno, mas em estágio de protótipo quando a Segunda Guerra Mundial começou. O design não foi concluído durante a guerra.
Em Kiev, em 1936, observadores militares estrangeiros testemunharam centenas de tanques da BT em desfile.  Na platéia estavam representantes do Exército Britânico, que mais tarde defenderam o uso da suspensão do tanque Christie em tanques de cruzeiros britânicos, e ela foi efetivamente incorporada a partir do tanque Cruiser Mk III. A forma pontiaguda da blindagem frontal do tanque BT também influenciou o projeto do tanque britânico Matilda.